# Langbahn-Weltmeisterschaft 2007
Die Langbahn-Weltmeisterschaft 2007 wurde in drei Grands Prix vom 10. Juni bis zum 13. Juli 2007 ausgetragen. Weltmeister wurde Gerd Riss aus Deutschland.

## Veranstaltungsorte
Grand-Prix 1 (10. Juni):
- Pfarrkirchen

Grand-Prix 2 (30. Juni):
- Saint-Macaire

Grand-Prix 3 (13. Juli):
- Marmande

## Grand-Prix Ergebnisse

### Pfarrkirchen
| Platz | Fahrer          |
| ----- | --------------- |
| 1     | Sirg Schützbach |
| 2     | Gerd Riss       |
| 3     | Theo Pijper     |

### Saint-Macaire
| Platz | Fahrer            |
| ----- | ----------------- |
| 1     | Stephan Katt      |
| 2     | Joonas Kylmäkorpi |
| 3     | Paul Hurry        |

### Marmande
| Platz | Fahrer             |
| ----- | ------------------ |
| 1     | Mathieu Trésarrieu |
| 2     | Gerd Riss          |
| 3     | Joonas Kylmäkorpi  |

## Endklassement
| Platz | Fahrer             | Platz GP 1 | Platz GP 2 | Platz GP 3 | Punkte |
| ----- | ------------------ | ---------- | ---------- | ---------- | ------ |
| 1     | Gerd Riss          | 2          | 6          | 2          | 53     |
| 2     | Joonas Kylmäkorpi  | 9          | 2          | 3          | 48     |
| 3     | Mathieu Trésarrieu | 7          | 14         | 1          | 42     |
| 4     | Stephan Katt       | 8          | 1          | 13         | 42     |
| 5     | Andrew Appleton    | 10         | 4          | 4          | 41     |